# ファヴォルスキー反応
ファヴォルスキー反応とは、塩基存在下でアルキンとカルボニル基間で起こる有機化学反応の１つである。この反応は、1900年代初頭にロシアの化学者アレクセイ・ファヴォルスキーによって発見された。 
カルボニルがアルデヒド（R"= H）の場合、転位反応が起こり、エノンが生成する。この転位反応が酸によって触媒される場合、マイヤー・シュスター転位と呼ばれる。

## 反応機構と基質の適応範囲
まず、アルキンが水酸化物イオン又はアルコキシドなどの強い塩基によって処理されることで金属アセチリドが形成される。 
1. HC≡CH + KOH  HC≡CK + H2O
2. RR'C=O + HC≡CK  RR'C(OK)C≡CH

次に、金属アセチリドはアルデヒドまたはケトンと反応してプロパルギルアルコールを形成する。 α水素が存在する場合（例えば、アルデヒドのとき）、互変異性により対応するエノンが生成する。 
過剰に水酸化物を使用するとアルドール縮合が競合するため、ファヴォルスキー反応が適用可能な基質には制限がある。 エノラートはアセチレンと反応しないため、アルデヒドを使用する場合、典型的な反応条件では不十分なことがよくある。アルデヒドとの反応をうまく進行させるには、DMSO や微量のエタノールを含む1,2-ジメトキシエタンなどの溶媒を使用する必要がある。 また、 水酸化リチウムは反応を開始するために必要なアルキンとの付加物を形成できない。
本反応の利点は2点ある。1点目は、水酸化物はリチウム、ナトリウム、またはカリウムなどを使用して合成されたアルコキシドまたはアセチリドに比べると安価な点である。2点目は、脱水や脱気条件が要求される多くの類似反応と比べると、本反応ではそれらはさほど問題にならないため、反応の実行が容易な点である。 

## 保護基
本反応は末端アルキンを保護するために使用される。例えば、アセトンと反応させて得られる2-ヒドロキシプロプ-2-イル-アルキンや、市販の2-メチル-3-ブチン-2-オールが末端アルキン保護体に該当する。 保護基は、プロパン-2-オール中で水酸化カリウム溶液中で加熱することによって除去することができる（レトロファヴォルスキー反応）。 